# NGC 5000
NGC 5000 est une galaxie spirale barrée située dans la constellation de la Chevelure de Bérénice. Sa vitesse par rapport au fond diffus cosmologique est de 5 852 ± 18 km/s, ce qui correspond à une distance de Hubble de 86,3 ± 6,1 Mpc (∼281 millions d'al). NGC 5000 a été découverte par l'astronome germano-britannique William Herschel en 1785 à l'aide d'un télescope muni d'un miroir en alliage de spéculum de 18,7 pouces et de rapport f/D égal à f/13. Il a décrit cette galaxie comme étant assez petite, peu entendue et de luminosité assez faible.
La classe de luminosité de NGC 5000 est II-III et elle présente une large raie HI. De plus, c'est une galaxie à sursaut de formation d'étoiles.
En raison d'une brillance de surface égale à 14,14 mag/am2, on peut qualifier NGC 5000 de galaxie à faible brillance de surface (LSB en anglais pour low surface brightness). Les galaxies LSB sont des galaxies diffuses (D) avec une brillance de surface inférieure de moins d'une magnitude à celle du ciel nocturne ambiant.
À ce jour, cinq mesures non basées sur le décalage vers le rouge (redshift) donnent une distance de 66,880 ± 24,391 Mpc (∼218 millions d'al), ce qui est à l'intérieur des valeurs de la distance de Hubble. Notons que c'est avec la valeur moyenne des mesures indépendantes, lorsqu'elles existent, que la base de données NASA/IPAC calcule le diamètre d'une galaxie.

## Supernova
La supernova SN 2003el a été découverte dans NGC 5000 le 23 mai par M. Papenkova et W. Li dans le cadre du programme LOTOSS de l'observatoire Lick. Cette supernova était de type Ic.

## Groupe de NGC 4921
Selon un article publié en 1998 par Abraham Mahtessian, NGC 5000 fait partie du groupe de NGC 4921. Ce groupe comprend au moins quatre membres. Les autres galaxies du groupe sont NGC 4921 , NGC 4952 (=NGC 4962) et 1360+2827, une abréviation employée par Mahtessian pour la galaxie CGCG 13606.5+2827 (UGC 8229).
D'autre part, il est assez étonnant que la galaxie NGC 4923 n'apparaisse pas dans la liste de Mahtessian. Elle est en effet voisine de NGC 4921 et elle est à la même distance de Hubble que celle-ci.